# Поль Робсон

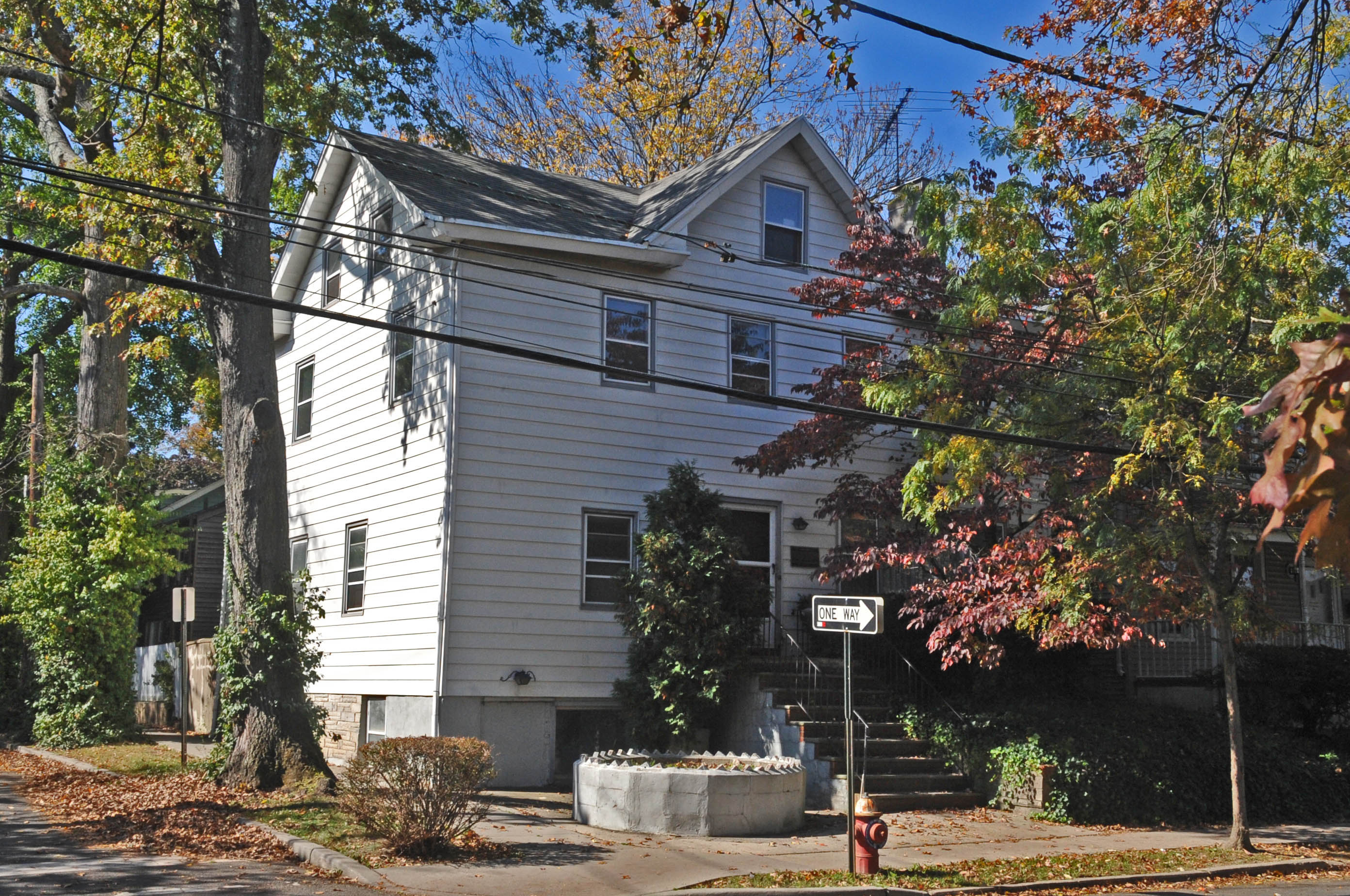
Місце народження Робсона в Принстоні, Нью-Джерсі

Поль Лерой Ро́бсон (англ. Paul LeRoy Bustill Robeson; 9 квітня 1898, Принстон, Нью-Джерсі, США — 23 січня 1976, Філадельфія, США) — американський бас-баритоніст, актор сцени та кіно, професійний футболіст і активіст, який став відомим як своїми культурними досягненнями, так і своєю політичною позицією.

## Біографія
Робсон народився в Принстоні, штат Нью-Джерсі, в 1898 році в родині преподобного Вільяма Дрю Робсона та Марії Луїзи Бастілл. Його мати, Марія, була членом Бустіллів, відомої квакерської сім'ї змішаного походження. Його батько, Вільям, був вихідцем з ігбо і народився в рабстві. У підлітковому віці Вільям втік із плантації і зрештою став служителем пресвітеріанської церкви Принстона на Візерспун-стріт у 1881 році. У Робсона було три брати: Вільям Дрю молодший (нар. 1881), Рів (нар. бл. 1887) і Бен (нар. бл. 1893); і одна сестра, Маріан (народилася близько 1895 р.).
У 1900 році між Вільямом і білими фінансовими прихильниками церкви Візерспун виникла суперечка з очевидним расовим відтінком, яка була поширеною в Пристоні. У 1901 році Вільям, який мав підтримку своєї повністю чорношкірої громади, пішов у відставку. Втрата посади змусила його працювати на чорній роботі. Через три роки, коли Робсону було шість, його мати, яка була майже сліпа, загинула під час пожежі в будинку. Зрештою Вільям став фінансово неспроможним забезпечити будинок для себе та своїх дітей, які все ще жили вдома, Бена та Пола, тому вони переїхали на горище магазину у Вестфілді, штат Нью-Джерсі.
Вільям знайшов стабільний будинок священика в St. Thomas A.M.E. Сіона в 1910 році, де Робсон замінив свого батька під час проповіді, коли його відкликали. У 1912 році Робсон почав відвідувати Сомервільську середню школу в Нью-Джерсі, де він виступав у виставах «Юлій Цезар» і «Отелло», співав у хорі та досяг успіху у футболі, баскетболі, бейсболі та легкій атлетиці. Його спортивне домінування викликало расові насмішки, які він ігнорував. Перед тим, як закінчити навчання, він виграв загальнодержавний академічний конкурс на отримання стипендії в Ратґерському університеті і був названий випускником, який виголошує прощальну промову. Він влаштувався на літню роботу офіціантом у Наррагансетт-Пірсі, штат Род-Айленд, де подружився з Фріцем Поллардом, який пізніше став першим афроамериканським тренером у Національній футбольній лізі.
Наприкінці 1915 року Робсон став третім афроамериканським студентом, який коли-небудь навчався в Ратґерському університеті, і єдиним на той час. Він пройшов випробування, щоб потрапити до студентської футбольної команди Rutgers Scarlet Knights, і товариші по команді перевірили його рішучість потрапити до складу агресивною грою, під час якої йому зламали ніс і вивихнули плече. Тренер Фостер Сенфорд вирішив, що Робсон подолав провокацію, і оголосив, що той потрапив до команди.
Робсон приєднався до дебатної команди і співав за межами кампусу, щоб витрачати гроші, а також на кампусі з Glee Club неофіційно, оскільки членство вимагало відвідування повністю білих міксерів. Він також приєднався до інших університетських спортивних команд. Будучи студентом другого курсу, під час святкування півстоліття Рутгерса, він був посаджений на лаву запасних, коли південна футбольна команда, Університет Вашингтона та Лі, відмовилася вийти на поле через те, що Багряні лицарі виставили негра Робсона.
Після видатного молодшого року у футболі він отримав визнання в The Crisis за його спортивні, академічні та співочі таланти. У цей час його батько тяжко захворів. Робсон взяв на себе виключну відповідальність за догляд за ним, курсуючи між Рутгерсом і Сомервілем. Його батько, який був «славою свого дитинства», невдовзі помер, і в Ратгерсі Робсон пояснював невідповідність афроамериканців, які боролися за захист Америки під час Першої світової війни, але не мали таких же можливостей у Сполучених Штатах, як білі.
Він закінчив університет із чотирма щорічними ораторськими тріумфами та університетськими листами з кількох видів спорту. Його гра наприкінці принесла йому участь у Всеамериканському відборі до першої команди як у молодшому, так і в старшому віці. Волтер Кемп вважав його найкращим кінцем за всю історію. В академічному плані його прийняли до престижного студентського товариства Phi Beta Kappa і Cap and Skull. Його однокласники визнали його, обравши його випускником, що виголосить прощальну промову. Студентська газета The Daily Targum опублікувала вірш, в якому розповідається про його досягнення. У своїй прощальній промові він закликав своїх однокласників працювати за рівність для всіх американців. У Rutgers Робсон також здобув репутацію завдяки своєму співу, який мав глибокий багатий голос, який одні бачили як бас із високим діапазоном, інші як баритон із низькими нотами. Протягом усієї своєї кар'єри Робсона класифікували як бас-баритон.
Восени 1919 року Робсон вступив до Школи права Нью-Йоркського університету. Щоб прогодувати себе, він став помічником футбольного тренера в Університеті Лінкольна, де приєднався до товариства Alpha Phi Alpha. Однак Робсон почувався некомфортно в Нью-Йоркському університеті та переїхав до Гарлема, а в лютому 1920 року перевівся до Колумбійської школи права. Вже відомий серед темношкірих співаків, він був обраний для виступу на освяченні Harlem YWCA.
Робсон почав зустрічатися з Есландою «Ессі» Гуд і після її вмовлянь він дебютував у театрі в ролі Саймона у фільмі Ріджлі Торренса «Симон з Кірени». Після року залицянь вони одружилися в серпні 1921 року.

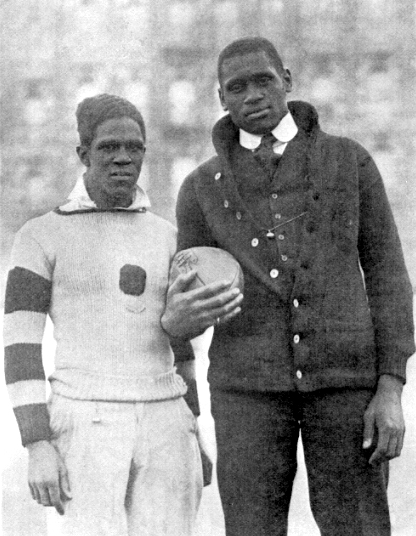
Фріц Поллард (ліворуч) і Робсон на фотографії з випуску The Crisis за березень 1918 року

Робсон був завербований Фріцем Поллардом, щоб грати за НФЛ Akron Pros, поки він продовжував вивчати право. Навесні 1922 року Робсон відклав школу, щоб зіграти роль Джима в п'єсі Мері Хойт Віборг «Табу». Потім він співав у хорі оф-бродвейської постановки Shuffle Along, перш ніж приєднатися до Taboo у Британії. П'єса була адаптована місіс Патрік Кемпбелл, щоб підкреслити його спів. Після завершення п'єси він подружився з Лоуренсом Брауном, музикантом з класичною освітою, а потім повернувся до Колумбії, граючи за НФЛ «Мілуокі Беджерс». Він завершив свою футбольну кар'єру після сезону 1922 року і закінчив Колумбійську школу права в 1923 році.
Робсон недовго працював юристом, але відмовився від юридичної кар'єри через расизм. Фінансово їх підтримувала дружина. Вона була головним хіміком-гістологом відділу хірургічної патології в Пресвітеріанській лікарні Нью-Йорка. Вона продовжувала працювати там до 1925 року, коли його кар'єра пішла вгору. Вони часто відвідували громадські заходи в майбутньому Центрі Шомбурга. У грудні 1924 року він отримав головну роль Джима у фільмі Юджина О'Ніла «Усім дітям Божим дано крила» (англ. All God's Children Got Winds), кульмінацією якого стало те, що Джим метафорично завершив свій шлюб зі своєю білою дружиною, символічно вихолостивши себе. Прем'єру фільму було відкладено через загальнонаціональну суперечку щодо його сюжету.
Затримка прем'єри фільму «Усім дітям Божим дано крила» призвела до відродження п'єси «Імператор Джонса» з Робсоном у ролі Брута, яку вперше зіграв Чарльз Сідні Гілпін. Роль налякала і підбадьорила Робсона, оскільки це був практично 90-хвилинний монолог. Рецензії оголосили про його однозначний успіх. Хоча, ймовірно, затьмарене суперечливою темою, ставлення до його Джима у фільмі «Усім дітям Божим дано крила» було менш прихильним. Він відповів на критику сюжету фільму, написавши, що доля привела його на «непроторений шлях» драми, що справжня міра культури полягає в її мистецькому внеску, і що єдиною справжньою американською культурою є афроамериканська.
Робсони поїхали до Лондона, щоб відновити «Імператора Джонса», а потім провели решту осені у відпустці на Французькій Рив'єрі, спілкуючись із Ґертрудою Стайн і Клодом Маккеєм. Робсон і Браун здійснили серію концертних турів по Америці з січня 1926 по травень 1927 року.
У 1933 році Робсон зіграв роль Джима в лондонській постановці Chillun, практично безкоштовно, а потім повернувся до Сполучених Штатів, щоб зіграти роль Брута у фільмі «Імператор Джонс» — першому фільмі, в якому знявся афроамериканець. Його гра в «Імператорі Джонсі» була добре сприйнята. На знімальному майданчику він відкидав будь-яку приниження своєї гідності, незважаючи на широку атмосферу Джима Кроу в Сполучених Штатах. Після повернення до Англії він публічно критикував афроамериканців за відмову від власної культури. Незважаючи на негативну реакцію з боку преси, таку як репліка Amsterdam News про те, що Робсон зробив «веселу дупу [самого себе]», він також оголосив, що відхилить будь-які пропозиції виступити з центральноєвропейськими (хоча не російськими), яку він вважав «азіатською») оперою, оскільки музика не мала зв'язку з його спадщиною.
На початку 1934 року Робсон вступив до Школи східних і африканських досліджень (SOAS), коледжу Лондонського університету, де він вивчав фонетику та суахілі. Його «раптова зацікавленість» африканською історією та її впливом на культуру збіглася з його есе «Я хочу бути африканцем», в якому він писав про своє бажання прийняти своє походження.
Його друзі в антиімперіалістичному русі та зв'язок із британськими соціалістами спонукали його відвідати Радянський Союз. Робсон, Ессі та Марі Сетон поїхали до Радянського Союзу на запрошення Сергія Ейзенштейна в грудні 1934 року. Зупинка в Берліні розповіла Робсону про расизм у нацистській Німеччині, і, прибувши до Москви, у Радянський Союз, Робсон сказав: «Тут я вперше в житті не негр, а людина. .. Я йду в повній людській гідності».
Він взявся за роль Босамбо у фільмі «Сандерс із річки» (1935), який, на його думку, відобразить реалістичний погляд на колоніальну африканську культуру. Сандерс із Ріверу зробив Робсона міжнародною кінозіркою але стереотипне зображення колоніального африканця сприймалося як незручне для його статусу як художника і шкодило його репутації. Уповноважений Нігерії в Лондоні протестував проти фільму як наклепу на його країну, і Робсон після цього став більш політично свідомим своїх ролей. Він з'явився у п'єсі «Стивідор» у театрі «Ембасі» в Лондоні в травні 1935 року, яку схвально відгукнулась у «Кризі» Ненсі Кунард, яка дійшла висновку: «Стивідор є надзвичайно цінним у расово-соціальному питанні — він прямо з плече». На початку 1936 року він вирішив відправити свого сина до школи в Радянський Союз, щоб захистити його від расистських настроїв. У 1938 році журнал American Motion Picture Herald назвав його 10-ю найпопулярнішою зіркою британського кіно.
У 1935 році Робсон познайомився з Альбертом Ейнштейном, коли Ейнштейн повернувся за лаштунки після концерту Робсона в театрі МакКартера. Вони виявили, що окрім обопільної пристрасті до музики, вони поділяють ненависть до фашизму. Дружба між Робсоном і Ейнштейном тривала майже двадцять років, але не була широко відома чи розголошена.
Останнім британським фільмом Робсона була «Горда долина» (1940), дія якої відбувається в валлійському містечку вугільних шахт.
Відповідно до критичної оцінки Робсона письменником-демократом-соціалістом Баррі Фінгером, поки ще діяв пакт Гітлера і Сталіна, Робсон радив американським темношкірим, що вони не зацікавлені в суперництві європейських держав. Після нападу на Росію він закликав темношкірих підтримати військові зусилля, тепер попереджаючи, що поразка союзників «зробить нас усіх рабами». Робсон брав участь у благодійних концертах від імені військових зусиль і в концерті на Polo Grounds, він зустрів двох емісарів Єврейського антифашистського комітету, Соломона Міхоелса та Іцика Феффера. Згодом Робсон повторив свою роль Отелло в театрі Шуберта в 1943 році і став першим афроамериканцем, який зіграв цю роль з У той самий період він виступив на зустрічі з комісаром Кенесоу Маунтіном Лендісом і власниками команд, намагаючись переконати їх допустити темношкірих гравців до Вищої бейсбольної ліги. 1945 року і згодом його політичні зусилля з CAA змусити колоніальні держави припинити експлуатацію Африки були перервані Організацією Об'єднаних Націй.
Протягом цього періоду Робсон також розвинув симпатії до сторони Республіки Китай у Другій китайсько-японській війні. У 1940 році китайський прогресивний активіст Лю Лянмо навчив Робсона патріотичну пісню «Chee Lai!» («Вставай!»), відомого як Марш добровольців. Робсон прем'єрно виконав пісню на концерті на стадіоні Lewisohn у Нью-Йорку і записав її англійською та китайською мовами для Keynote Records на початку 1941 року. Робсон дав подальші виступи на благодійних концертах для China Aid Council та United China Relief на вашингтонській Uline Arena 24 квітня 1941 року. Вашингтонський комітет допомоги Китаю забронював Конституційний зал був заблокований Дочками американської революції через гонку Робсона. Обурення було настільки велике, що спонсорами виступили Елеонора Рузвельт і китайський посол Ху Ши. Проте, коли організатори запропонували квитки на щедрих умовах Національному негритянському конгресу, щоб допомогти заповнити більший зал, обидва спонсори відмовилися, заперечуючи проти зв'язків NNC з комуністами.
Пісня стала національним гімном новоствореної Китайської Народної Республіки після 1949 року. Її китайський автор тексту Тянь Хань помер у пекінській в'язниці в 1968 році, але Робсон продовжував надсилати гонорари своїй родині.
Після самосуду Мурс-Фордом чотирьох афроамериканців у Джорджії 25 липня 1946 року Робсон зустрівся з президентом Гаррі Труменом і попередив Трумена, заявивши, що якщо він не прийме законодавство про припинення самосуду, «негри захищатимуться». Трумен негайно припинив зустріч і заявив, що не настав час пропонувати закон проти самосуду. Згодом Робсон публічно закликав усіх американців вимагати від Конгресу прийняти закон про громадянські права. У 1946 році Робсон заснував організацію «Американський хрестовий похід проти самосуду». Вважалося, що ця організація становить загрозу руху проти насильства NAACP. Робсон отримав підтримку від W. E. B. Du Bois у цьому питанні та заснував організацію в річницю підписання Прокламації про звільнення, 23 вересня.
Приблизно в цей час переконання Робсона в тому, що профспілковий рух має вирішальне значення для громадянських прав, стало опорою його політичних переконань, оскільки він став прихильником профспілкового активіста та члена Комуністичної партії США Ревелса Кейтона. Пізніше Робсона викликали до Комітету Тенні, де він відповів на питання про свою приналежність до Комуністичної партії США (CPUSA), свідчивши, що він не був членом CPUSA. Тим не менш, дві організації, з якими Робсон був тісно пов'язаний, Конгрес громадянських прав (CRC) і CAA були внесені до Списку підривних організацій Генерального прокурора (AGLOSO). Згодом його викликали до Комітету Сенату Сполучених Штатів з питань юстиції, і коли його запитали про його приналежність до Комуністичної партії, він відмовився відповідати, заявивши: «Деякі з найвидатніших і видатних американців ось-ось потраплять до в'язниці за нездатність відповісти на це питання, і я збираюся приєднатися до них, якщо буде потрібно».
У 1948 році Робсон був помітним у заявці Генрі А. Уоллеса на пост президента Сполучених Штатів, під час якої Робсон подорожував на Глибокий Південь, ризикуючи власним життям, щоб агітувати за нього. У наступному році Робсон був змушений поїхати працювати за кордон, оскільки його концертні виступи були скасовані за розпорядженням ФБР. Під час туру він виступав у Всесвітній раді миру, на якій публічно повідомлялося про його промову, яка прирівнювала Америку до фашистської держави — це зображення, яке він категорично заперечував. Тим не менш, промова, яку публічно приписували йому, стала каталізатором того, що його вважали ворогом основної Америки. Робсон не схилився перед публічною критикою, коли виступив на користь дванадцяти обвинувачених, у тому числі свого давнього друга Бенджаміна Дж. Девіса-молодшого, звинуваченого під час судових процесів за Законом Сміта над лідерами Комуністичної партії США.
Робсон поїхав до Москви в червні 1949 року і намагався знайти Іцика Феффера, якого він зустрів під час Другої світової війни. Він дав зрозуміти радянській владі, що бажає його бачити. Не бажаючи втратити Робсона як пропагандиста Радянського Союзу, Радянська влада привела Феффера з в'язниці до нього. Феффер сказав йому, що Міхоелса вбили, і він буде страчений без належного розгляду. Щоб захистити репутацію Радянського Союзу і не дати правому крилу Сполучених Штатів отримати моральну позицію, Робсон заперечував, що в Радянському Союзі існували будь-які переслідування, і тримав зустріч у таємниці до кінця його життя, крім його сина. 20 червня 1949 року Робсон виступив на Паризькому конгресі миру, сказавши: «Ми в Америці не забуваємо, що саме на спинах білих робітників з Європи та на спинах мільйонів чорношкірих було створено багатство Америки. І ми сповнені рішучості розділити його порівну. Ми відкидаємо будь-яке істеричне марення, яке спонукає нас до війни з будь-ким. Наша воля боротися за мир сильна. Ми не будемо воювати ні з ким. Ми не будемо воювати з Радянським Союзом. Ми виступаємо проти тих, хто хоче збудувати імперіалістичну Німеччину і встановити фашизм у Греції. Ми бажаємо миру з франкістською Іспанією, незважаючи на її фашизм. Ми будемо підтримувати мир і дружбу між усіма народами, з Радянською Росією і народними республіками». Він був занесений до чорного списку за те, що сказав це в головній пресі Сполучених Штатів, у тому числі в багатьох періодичних виданнях негритянської преси, таких як The Crisis.
Щоб політично ізолювати Робсона, Комітет Палати представників з антиамериканської діяльності (HUAC) викликав до суду Джекі Робінсон для коментаря щодо паризької промови Робесона. Робсон засвідчив, що заяви Робесона, «якщо їх точно повідомити», були дурними". Кілька днів потому оголошення концерту під керівництвом Робсона в Нью-Йорку спровокувало місцеву пресу засудити використання їхньої спільноти для підтримки «підривників». Почалися заворушення Peekskill, під час яких бурхливі протести проти Робсона закрили концерт Робсона 27 серпня 1949 року та затьмарили наслідки концерту заміни, який відбувся через вісім днів.
У книзі, яку на початку 1950 року рецензували як «найповніший запис про студентський футбол», не вказано, що Робсон коли-небудь грав у команді Rutgers і як колись був All-American. Кілька місяців потому NBC скасувала появу Робсона в телевізійній програмі Елеонори Рузвельт. Згодом Держдепартамент відмовив Робсону у видачі паспорта та видав «стоп-повідомлення» у всіх портах. Ізольоване існування всередині кордонів Сполучених Штатів давало йому менше свободи висловлювати те, що дехто бачив як його «надзвичайну підтримку незалежності колоніальних народів Африки». Коли Робсон зустрівся з офіційними особами Державного департаменту і запитав, чому йому було відмовлено в паспорті, йому сказали, що «його часта критика поводження з темношкірими в Сполучених Штатах не повинна транслюватися в інших країнах».
У 1950 році Робсон разом із В. Е. Б. Дюбуа заснував щомісячну газету «Freedom», де викладав свої погляди та погляди свого оточення. У більшості номерів на першій сторінці була колонка Робсона. В останньому номері, липень–серпень 1955 року, непідписана колонка на першій сторінці газети описувала боротьбу за відновлення його паспорта. Він закликав до підтримки з боку провідних афроамериканських організацій і стверджував, що «негри і всі американці, які зітхнули з полегшенням після ослаблення міжнародної напруженості… мають ставку на паспортну справу Пола Робсона». На другій сторінці з'явилася стаття Робсона, яка продовжує тему паспортів під заголовком: «Якщо достатньо людей напишуть у Вашингтоні, я швидко отримаю свій паспорт».
У 1951 році в журналі The Crisis була опублікована стаття під назвою «Пол Робсон — Загублений пастух» і приписувалась Роберту Алану, хоча Пол молодший підозрював, що її написав оглядач Amsterdam News Ерл Браун. Дж. Едгар Гувер і Державний департамент Сполучених Штатів організували друк і розповсюдження статті в Африці, щоб завдати шкоди репутації Робсона та зменшити його популярність і популярність комунізму в колоніальних країнах. Інша стаття Роя Вілкінса (який тепер вважається справжнім автором «Пола Робсона — Загубленого пастуха») засуджувала Робсона, а також Комуністичну партію США (CPUSA) у термінах, які відповідають антикомуністичній пропаганді ФБР того часу.
У 1952 році Робсон був нагороджений Радянським Союзом Міжнародною Сталінською премією. Не маючи можливості поїхати до Москви, він прийняв нагороду в Нью-Йорку. На його думку, Радянський Союз був гарантом політичної рівноваги у світі.
У 1956 році Робсона викликали до HUAC після того, як він відмовився підписати письмову заяву, яка підтверджувала, що він не є комуністом. У своїх свідченнях він посилався на п'яту поправку до Конституції США та відмовився розкрити свою політичну приналежність. На цьому слуханні Робсон заявив: «Не має значення те, чи я комуніст, чи ні. Питання полягає в тому, чи американські громадяни, незалежно від своїх політичних переконань і симпатій, можуть користуватися своїми конституційними правами».
Через реакцію на оприлюднення політичних поглядів Робсона його записи та фільми були вилучені з публічного прокату, а преса США засудила його. Під час розпалу Холодної війни в Сполучених Штатах стало дедалі важче почути спів Робсона на комерційному радіо, купити його музику чи переглянути його фільми.
Засудження Микитою Хрущовим сталінізму на партійному з'їзді 1956 року змусило Робсона замовкнути щодо Сталіна, хоча Робсон продовжував вихваляти Радянський Союз. Того року Робсон разом із близьким другом W.E.B. Дю Буа порівняв антирадянське повстання в Угорщині з «тим самим видом людей, які скинули іспанський республіканський уряд» і підтримали радянське вторгнення та придушення повстання.
Паспорт Робсона був остаточно відновлений у 1958 році в результаті рішення Верховного суду США 5 проти 4 у справі «Кент проти Даллеса», де більшість постановила, що відмова у видачі паспорта без належної процесуальної процедури становила порушення конституційно захищеної свободи відповідно до 5-ї поправки.
Робсон вирушив у світове турне, використовуючи Лондон як свою базу. У 1958 році він дав 28 виступів у містечках Великої Британії. У квітні 1959 року він зіграв головну роль у постановці Тоні Річардсона «Отелло» в Стретфорді-на-Ейвоні. У Москві в серпні 1959 року його бурхливо прийняли на стадіоні «Лужники», де він співав класичні російські пісні разом із американськими стандартами. Потім Робсон і Ессі полетіли до Ялти, щоб відпочити та провести час з Микитою Хрущовим.
11 жовтня 1959 року Робсон взяв участь у службі в соборі Святого Павла, став першим темношкірим виконавцем, який там співав.
Під час поїздки до Москви у Робсона почалися напади запаморочення та проблеми з серцем, і він був госпіталізований на два місяці, тоді як у Ессі діагностували операбельний рак. Він одужав і повернувся до Великої Британії, щоб відвідати Національний Айстеддфод Уельсу.
У 1960 році, під час свого останнього концертного виступу у Великій Британії, Робсон співав, щоб зібрати гроші для Руху за колоніальну свободу в Royal Festival Hall.
У жовтні 1960 року Робсон вирушив у двомісячний концертний тур Австралією та Новою Зеландією з Ессі, головним чином для отримання грошей за наказом австралійського політика Білла Морроу. Перебуваючи в Сіднеї, він став першим великим артистом, який виступав на будівельному майданчику майбутнього Сіднейського оперного театру. Після виступу в Брісбенському фестивальному залі вони поїхали до Окленда, де Робсон підтвердив свою підтримку марксизму-ленінізму, засудив нерівність, з якою стикаються маорі, і спроби очорнити їхню культуру. Приблизно там Робсон публічно заявив: «люди країн соціалізму дуже хочуть миру».
Під час туру його познайомили з Фейт Бендлер та іншими активістами, які викликали занепокоєння Робсонів щодо становища австралійських аборигенів. Згодом Робсон зажадав від уряду Австралії надати аборигенам громадянство та рівні права. Він атакував погляд на аборигенів як на людей, які не мають досвіду та культури, і заявив, що «не існує такого поняття, як відстала людина, є лише суспільство, яке каже, що вони відсталі».
Робсон залишив Австралію як шанована, хоча й суперечлива особистість, і його підтримка прав аборигенів мала глибокий вплив на Австралію протягом наступного десятиліття.
Повернувшись до Лондона після свого туру по Австралії та Новій Зеландії, Робсон висловив бажання повернутися до Сполучених Штатів і взяти участь у русі за громадянські права, тоді як його дружина стверджувала, що він буде там у небезпеці. У березні 1961 року Робсон знову поїхав до Москви.

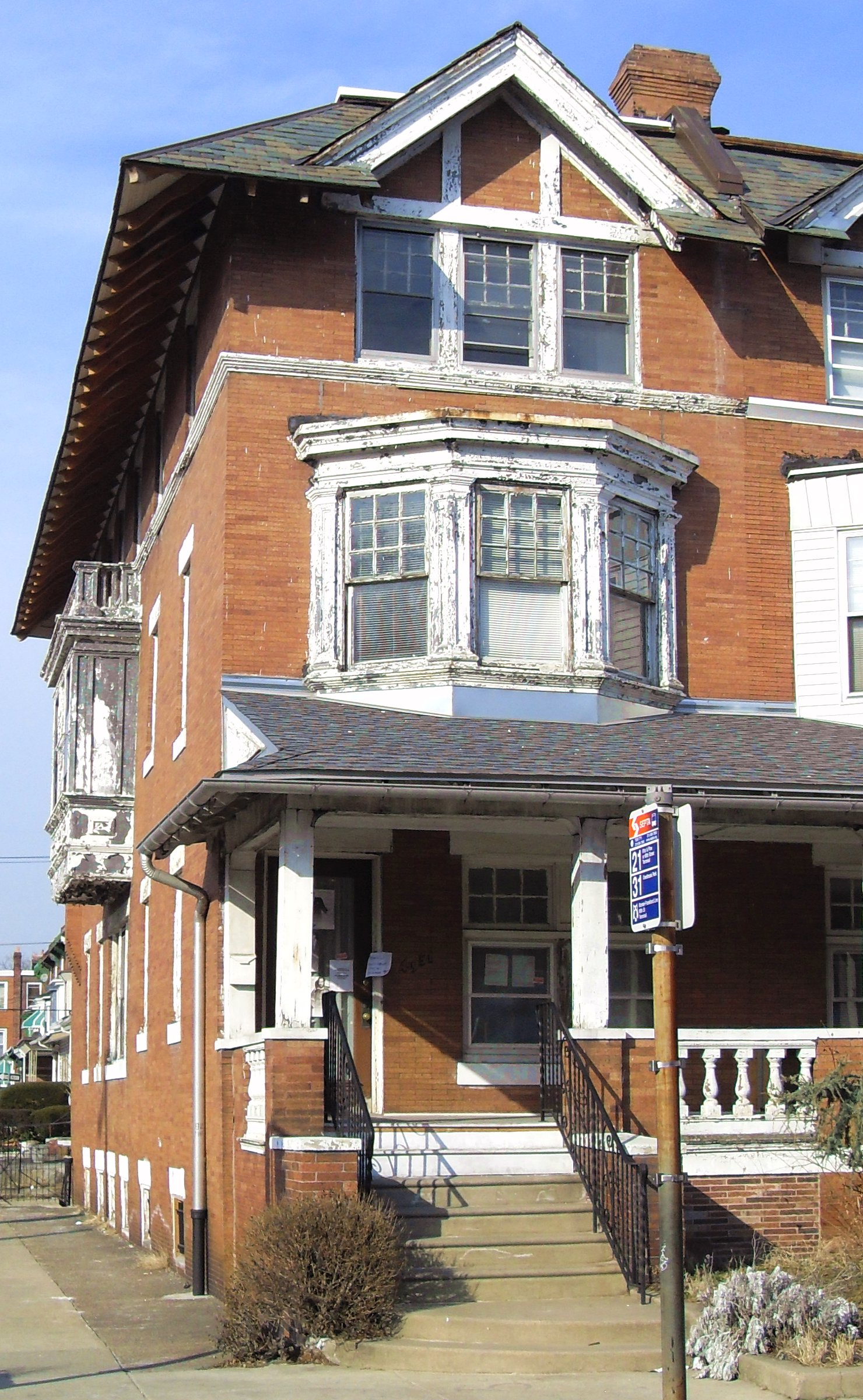
Будинок Поля Робсона у Філадельфії

Під час нехарактерної бурхливої вечірки у своєму номері московського готелю Робсон зачинився у своїй спальні та спробував покінчити життя самогубством, порізавши собі зап'ястя. Через три дні, перебуваючи під наглядом радянських лікарів, він сказав своєму синові, який приїхав до Москви на новини, що відчуває надзвичайну параною, думає, що стіни кімнати рухаються, і, охоплений потужним відчуттям порожнечі та депресії, намагався покінчити з собою життя.
Пол-молодший сказав, що проблеми зі здоров'ям його батька виникли через спроби ЦРУ його батька. Він згадав, що його батько мав такі страхи перед операцією на простаті. Він сказав, що троє лікарів, які лікували Робсона в Лондоні та Нью-Йорку, були контрактниками ЦРУ, і що симптоми його батька виникли внаслідок того, що він «зазнав депаттерну свідомості в рамках MK-ULTRA», секретної програми ЦРУ. Мартін Дюберман писав, що погіршення здоров'я Робсона, ймовірно, було викликано сукупністю факторів, включаючи надзвичайний емоційний і фізичний стрес, біполярну депресію, виснаження і початок проблем з кровообігом і серцем. «Навіть без органічної схильності та накопиченого тиску переслідувань з боку уряду він міг би бути вразливим до зриву».
23 січня 1976 року після ускладнень інсульту Робсон помер у Філадельфії у віці 77 років. Він спочивав у Гарлемі, а його похорони відбулися в колишній парафії його брата Бена, Церкві Матері Сіону AME Сіону, де єпископ Дж. Клінтон Хоггард виконав панегірик. Серед його 12 носіїв — Гаррі Белафонте і Фріц Поллард. Його поховали на кладовищі Фернкліфф у Хартсдейлі, Нью-Йорк.

## Вшанування пам'яті
У Берліні названа вулиця на честь Поля Робсона. Також вулиця Робсона існує у рідному місті Принстон.
Була вулиця Поля Робсона й у Львові, яка 2024 року перейменована та приєднана до вул. Широкої.
6 березня 2019 року Мерія Нью-Брансвіка, штат Нью-Джерсі, схвалила перейменування вулиці Комерційної на бульвар Поля Робсона.